# Balthasar Burkhard
Balthasar Burkhard (geboren 24. Dezember 1944 in Bern; gestorben 16. April 2010 ebenda) war ein Schweizer Fotograf.

## Leben
Balthasar Burkhard war der Sohn eines Swissairpiloten und machte eine Fotografenlehre bei Kurt Blum in Bern. Er eröffnete 1965 ein eigenes Fotografenstudio und erhielt die Stelle eines Dokumentalisten an der Kunsthalle Bern, wo er für den Kurator Harald Szeemann die ausstellenden Künstler fotografierte. Er setzte sich dabei mit der Gegenwartskunst auseinander.
1969 hatte er mit dem Berner Künstler Markus Raetz eine Gemeinschaftsausstellung, bei der sie mit einer eigenen Technik geschaffene, grossformatige Fotoleinwände zeigten und damit internationales Aufsehen erregten. Raetz und Burkhard schufen die Serie Erde, die 1971 im Fotomagazin Camera erschien. Burkhard fotografierte Szeemanns Ausstellung Live in your head: When Attitudes become Form in der Kunsthalle Bern und 1972 und 1982 das Geschehen auf der documenta sowie auf der Biennale in Venedig in den Jahren 1966 und 1968.
Burkhard zog in die USA und hatte von 1976 bis 1978  einen Lehrauftrag für Fotografie an der University of Illinois. Ebenfalls in Chicago hatte er in der Zolla-Lieberman Gallery 1977 seine erste Einzelausstellung. Versuche, als Schauspieler in Hollywood Fuss zu fassen, blieben Episode, nur 1978 wirkte er in einem Kurzfilm Urs Eggers mit.
Ab 1983 arbeitete er wieder in der Schweiz und wurde nun weltweit in Gruppenausstellungen ausgestellt. In der Kunsthalle Basel wurden seine Körperbilder grossformatig ausgestellt, darunter ein über dreizehn Meter langer, liegender Akt. 1990 zog er nach Boisset-et-Gaujac in Frankreich  und hatte bis 1992 einen Lehrauftrag an der École des beaux-arts de Nîmes. 1994 hatte er eine gemeinsame Ausstellung mit Niele Toroni im Musée Rath in Genf.
Ab 1995 lebte er wieder in der Schweiz in La Chaux-de-Fonds und Bern und arbeitete mit dem Möbelhersteller USM U. Schärer Söhne in Münsingen, was ihn zur Architekturfotografie führte. Seine Motive waren Bestandteil des Schweizer Pavillons auf der Weltausstellung in Sevilla 1992.
1998 entstand die erste der grossformatigen Stadtaufnahmen in Mexiko-Stadt und dazu das Video Ciudad. Im Jahr 2000 reiste er  nach Namibia, schuf dort ein weiteres Video und machte Wüstenaufnahmen, 2002 fotografierte er in Brasilien am Rio Negro.  1997 hatte er die erste Retrospektive, Lob des Schattens, im Musée Rath und 2004 eine weitere im Kunstmuseum Bern.

## Ausstellungen
- Aargauer Kunsthaus
- Kantonsspital Aarau
- Kunstmuseum Bern
- Musée d’art et d’histoire, Genf
- Grand Hornu, Musée d’Art Contemporain
- Liebefeld, Hess Collection
- Lugano, Banca del Gottardo
- Kunstmuseum Luzern
- Paris, Fondation Cartier
- Thun, Staatliches Lehrerseminar
- Vevey, Musée Jenisch
- Kantonsschule Rychenberg, Winterthur
- Fotomuseum Winterthur
- Kunsthaus Zürich
- Zürich, Deutsche Bank, Fassadengestaltung, 1994
- Zürich, Crédit Suisse, permanente Rauminstallation (mit Niele Toroni und Roland Gfeller-Corthésy)
- Zürich, UBS Art Collection
- Zug, Wasserwerke, permanente Installation, 1996

Einzelausstellungen
- 1980 Portraits, Centre d’art contemporain, Genf
- 1983 Fotowerke, Kunsthalle, Basel
- 1999 Palais des beaux-arts de Charleroi und Musée des Beaux-Arts de Grenoble
- 2001 Helmhaus Zürich und Kunstmuseum Thun
- 2004 Héliogravures 1991–2003 et travaux photographiques, MAMCO Genf
- 2004 Omnia, Kunstmuseum Bern
- 2008 Reconnaissances 1969–2007, Musée d’Art Moderne et Contemporain de Strasbourg
- 2009 Scent of desire, Museum im Bellpark, Kriens
- 2017–2018 Wanderausstellung Museum Folkwang, Essen / Fotomuseum und Fotostiftung Winterthur / Museo d’arte della Svizzera italiana, Lugano

## Werke (Auswahl)
- mit Markus Jakob: «Klick!», sagte die Kamera. Lars Müller, Baden, Schweiz 1997, ISBN 3-907044-37-1.
- Omnia. Katalog zur Ausstellung im Kunstmuseum Bern, 2004. Essay von Matthias Frehner. Scalo, Zürich 2004.